# 29 يوليو
- السبت
- الأحد
- الاثنين
- الثلاثاء
- الأربعاء
- الخميس
- الجمعة

- 283 محرم 1447  هـ
- 294 محرم 1447  هـ
- 305 محرم 1447  هـ
- 16 محرم 1447  هـ
- 27 محرم 1447  هـ
- 38 محرم 1447  هـ
- 49 محرم 1447  هـ
- 510 محرم 1447  هـ
- 611 محرم 1447  هـ
- 712 محرم 1447  هـ
- 813 محرم 1447  هـ
- 914 محرم 1447  هـ
- 1015 محرم 1447  هـ
- 1116 محرم 1447  هـ
- 1217 محرم 1447  هـ
- 1318 محرم 1447  هـ
- 1419 محرم 1447  هـ
- 1520 محرم 1447  هـ
- 1621 محرم 1447  هـ
- 1722 محرم 1447  هـ
- 1823 محرم 1447  هـ
- 1924 محرم 1447  هـ
- 2025 محرم 1447  هـ
- 2126 محرم 1447  هـ
- 2227 محرم 1447  هـ
- 2328 محرم 1447  هـ
- 2429 محرم 1447  هـ
- 2530 محرم 1447  هـ
- 261 صفر 1447  هـ
- 272 صفر 1447  هـ
- 283 صفر 1447  هـ
- 294 صفر 1447  هـ
- 305 صفر 1447  هـ
- 316 صفر 1447  هـ
- 17 صفر 1447  هـ

29 يوليو أو 29 تمُّوز أو 29 يوليه أو يوم 29 \ 7 (اليوم التاسع والعشرون من الشهر السابع) هو اليوم العاشر بعد المئتين (210) من السنوات البسيطة، أو اليوم الحادي عشر بعد المئتين (211) من السنوات الكبيسة وفقًا للتقويم الميلادي الغربي (الغريغوري). يبقى بعده 155 يوما لانتهاء السنة.

## أحداث
- 1868 - إقرار التعديل الرابع عشر على الدستور الأمريكي بعد أن وافقت عليه ثلاثة أرباع الولايات الأمريكية، ويضمن هذا التعديل حقوق المواطنة للأمريكيين الأفارقة ويمنحهم كل الحقوق والامتيازات التي يتمتع بها أي مواطن أمريكي.
- 1870 - وضع قانون دار الكتب المصرية الأول ولائحة نظامها، وبمقتضاه قامت دار الكتب، وبدأت صفحة جديدة من صفحات تاريخ مصر الفكري.
- 1881 - وصول أول سفينة تحمل يهوداً روساً إلى ميناء نيويورك الأمريكي بعد أعمال عنف استهدفتهم في روسيا، وكانت بداية الهجرة الجماعية لليهود الروس إلى الولايات المتحدة الأمريكية.
- 1899 - التوقيع على «إعلان لاهاي» الذي يقضي بحظر استعمال الغازات السامة في الحروب.
- 1900 - اغتيال ملك إيطاليا أومبيرتو الأول على يد «جايتانو بريشي» الذي أطلق الرصاص عليه في منزا.
- 1913 - المملكة المتحدة والدولة العثمانية توقعان اتفاقًا بشأن تعيين الحدود بين الدولة العثمانية من جهة والكويت وقطر والبحرين من جهة أخرى.
- 1921 - أدولف هتلر يتولى رئاسة حزب العمال القومي الاشتراكي الألماني.
- 1937 - تتويج الملك فاروق ملكًا على عرش مصر رسميًا وذلك بعد وصوله لسن الرشد بالتاريخ الهجري.
- 1942 - افتتاح مركز ديني للشباب اليهود سراً في جيتو «كوفنو» إبان الحرب العالمية الثانية رغم الاحتلال النازي.
- 1945 - البحرية اليابانية تغرق السفينة الحربية الأمريكية «إنديانابوليس» مما أسفر عن مقتل 883 بحارًا فيما اعتبر أسوأ خسارة من نوعها في تاريخ البحرية الأمريكية.
- 1957 - تأسيس الوكالة الدولية للطاقة الذرية.
- 1958 - إنشاء وكالة الفضاء الأمريكية - ناسا.
- 1965 - وصول أول 4000 جندي أمريكي من فرقة جنود المظلات رقم 101 إلى فيتنام.
- 1968 - البابا بولس السادس يكرر تحريم استعمال وسائل منع الحمل على الرومان الكاثوليك على الرغم من توصيةِ مفوضية الكنيسة بالنظر في ذلك.
- 1981 - ولي العهد البريطاني الأمير تشارلز يتزوج من ديانا سبينسر في حفل زواج مهيب.
- 1988 - الحكم العنصري في جنوب أفريقيا يمنع عرض فيلم معادٍ لنظام «الأبارتهايد» (الفصل العنصري) يحمل اسم «ابكِ الحرية».
- 1991 - جمهورية روسيا السوفيتية ولاتفيا توقعان اتفاقية الاعتراف المتبادل بينهما.
- 1993 - إطلاق سراح جون دمجانجوك الذي اتهم بأنه من أخطر حراس معسكر الإبادة الجماعية النازي وذلك بعد أن رفضت المحكمة الدفع بإدانته.
- 1994 - صحيفة النهار المقدسية تحتجب عن الصدور بسبب منعها من التوزيع في الضفة الغربية وغزة بقرار من السلطة الفلسطينية حديثة النشأة.
- 1996 -
  - المعارضة العراقية تعلن فشل عملية لاغتيال الرئيس صدام حسين، وإعدام ثلاثة عسكريين قادوا المحاولة.
  - الرياضية السورية غادة شعاع تفوز بالميدالية الذهبية لسباعي ألعاب القوى في أولمبياد أطلنطا في الولايات المتحدة.
- 2013 - مقتل 8 جنود تونسيين في كمين في جبل الشعانبي في تونس منهم اثنين ذبحا، وبناء عليه قام الجيش التونسي بعملية عسكرية واسعة النطاق عرفت بأحداث جبل الشعانبي.
- 2015 - إصدار نظام مايكروسوفت التشغيلي ويندوز 10.
- 2018 -
  - فوز الدرَّاج الويلزي جيرانت توماس بِطواف فرنسا لسنة 2018.
  - زلزال بقوة 6.4 يضرب جزيرة لومبوك الإندونسية تاركاً وراءه 16 قتيلاً وأضراراً بالممتلكات.
  - الإفراج عن الطفلة الفلسطينية عهد التميمي من السجون الإسرائيلية، بعد 8 شهور من اعتقالها بتهمة «إعاقة عمل جندي إسرائيلي، وإهانته».
- 2019 - مقتل 57 شخصًا في أعمال شغب بين عصابتين في سجن التاميرا في البرازيل.

## مواليد
- 1883 - بينيتو موسوليني، ديكتاتور إيطاليا.
- 1884 - جون بيترسون، رامي مطرقة فنلندي.
- 1897 - نيل ريتشي، عسكري بريطاني.
- 1898 - أيزيدور اسحق رابي، عالم فيزياء أمريكي حاصل على جائزة نوبل في الفيزياء عام 1944.
- 1900 - إيفند يونسون، أديب سويدي حاصل على جائزة نوبل في الأدب عام 1974.
- 1905 -
  - كلارا بوو، ممثلة أمريكية.
  - داغ همرشولد، اقتصادي سويدي وأمين عام الأمم المتحدة حاصل على جائزة نوبل للسلام عام 1961.
- 1917 - ماري باي باي، ممثلة مصرية.
- 1925 - ميكيس ثيودوراكيس، موسيقي يوناني.
- 1937 - دانييل مكفادين، اقتصادي أمريكي حاصل على جائزة نوبل في العلوم الاقتصادية عام 2000.
- 1945 - ميرتشا لوتشيسكو، لاعب ومدرب كرة قدم روماني.
- 1963 - غراهام بول، حكم كرة قدم إنجليزي.
- 1966 - مارتينا ماكبرايد، مغنية أمريكية.
- 1980 - فيرناندو غونزاليس، لاعب كرة مضرب من تشيلي.
- 1981 - فرناندو ألونسو، بطل سباقات فورمولا 1 إسباني.

## وفيات
- 1099 - البابا أوربانوس الثاني، بابا الكنيسة الرومانية الكاثوليكية.
- 1184 - سعد الدين بن شبيب، شاعر عراقي.
- 1603 - محمد بن نجم الدين الصالحي، شاعر وناثر شامي.
- 1833 - ويليام ويلبرفورس، سياسي إنجليزي.
- 1856 - روبرت شومان، موسيقي ألماني.
- 1882 - أندرياس آدامز، عالم من المملكة المتحدة.
- 1887 - أغوستينو دبريتيس، رئيس وزراء إيطاليا.
- 1890 - فينسنت فان غوخ، رسام هولندي.
- 1900 - الملك أومبيرتو الأول، ملك إيطاليا.
- 1913 - توبياس ميخائيل كايل آسر، رجل قانون هولندي حاصل على جائزة نوبل للسلام عام 1911.
- 1927 - إلياس الأيوبي، مؤرخ فلسطيني عثماني.
- 1979 - هربرت ماركوزه، فيلسوف ألماني.
- 1980 ـ جلال الدين هومائي، فقيه وأديب وأكاديمي إيراني.
- 1981 ـ جيمس إدوارد والش، قسيس ومبشر أمريكي.
- 1983 - لويس بونويل، مخرج إسباني.
- 1984 - عادل تقي الدين، محامي وقاضي لبناني.
- 1994 - دوروثي هودجكن، عالمة كيمياء بريطانية حاصلة على جائزة نوبل في الكيمياء عام 1964.
- 2004 - عبد الرحمن بن سعود بن عبد العزيز آل سعود، إداري رياضي سعودي وأحد أبناء سعود بن عبد العزيز آل سعود.
- 2008 - عبد العظيم المطعني، داعية مصري.
- 2017 - رضا مالك، سياسي ورئيس وزراء جزائري أسبق.
- 2021 - خليل الميس، عالم مسلم لبناني.

## أعياد ومناسبات
- عيد النشيد الوطني في رومانيا.

## وصلات خارجية
- وكالة الأنباء القطريَّة: حدث في مثل هذا اليوم.
- النيويورك تايمز: حدث في مثل هذا اليوم.
- BBC: حدث في مثل هذا اليوم.